# 戀愛之心與魔法的語言
《戀愛之心與魔法的語言》是Hearts在2018年5月25日發售的戀愛冒險類型成人遊戲。

## 故事簡介
春時育實就讀朝乃葉學園的二年級，某天育實被班導師拜託拿講義給同班同學一片風禰，當他到了風禰所在的庭園社的社團教室時，無意中踩到魔法陣並召喚出了自稱是「春」的女孩。根據風禰所說，春的身分是高位精靈，在此同時，育實也知道了風禰跟學妹二葉好奏與星詠真白都是魔女的事實。之後，風禰認為育實有成為魔導師的資質而要他加入庭園社。

## 登場角色

### 主要角色
春時育實
作品男主角，朝乃葉學園二年級生。因為召喚出了春，被風禰認為有成為魔導師的潛能而加入庭園社。
春春（聲：鈴谷麻耶）
育實無意中踩到庭園社的魔法陣後召喚出的少女，實際上是高位精靈，個性天真活潑。只記得自己的名字叫作春，在庭園社的成員自我介紹時，看到大家都有姓氏，因此也幫自己加了春這個姓。
一片風禰（聲：白月かなめ）
朝乃葉學園二年級生，擔任育實班上的班長與庭園社社長的魔女。個性認真的優等生，希望未來能成為偉大的魔女，被稱讚時會感到害羞。仰慕奧修莉。
二葉好奏（聲：秋野花）
朝乃葉學園一年級生，育實的學妹，庭園社成員，在進入高中的春天才覺醒了魔女的能力。雖然是有錢人家的大小姐，但個性卻平易近人。喜歡作甜點，同時也喜歡看到別人露出幸福的表情。
星詠真白（聲：みたかりん）
朝乃葉學園一年級生，育實的學妹，庭園社成員。擅長使用精靈魔法的天才魔女，有著一隻名為「芭絲特」的貓型使魔。不常顯露感情，有著言語刻薄的一面。擅長水晶球占卜。

### 其他角色
奧修莉（聲：鶴屋春人）
咖啡廳「Vivid」的店長與服務生，是一百多年前由育實的祖先所召喚出來的高位精靈，在育實小時候便看著他長大。擁有相當高強的魔女能力，對於精靈魔法與魔女的知識也十分淵博。受風禰所崇拜。
賽希莉雅（聲：美空なつひ）
在世界四處旅行的魔女，跟奧修莉是好友。

## 主題曲
片頭曲「～Spring has come～」
作詞、作曲：琉姬、櫻樂，作曲：琉姬，主唱：冬乃櫻
片尾曲「Tender winD」
作詞、作曲：琉姬、櫻樂，作曲：琉姬，主唱：MiU

## 評價
《戀愛之心與魔法的語言》於2018年度「萌系遊戲大賞」獲得純愛系作品賞。

## 外部連結
- 戀愛之心與魔法的語言遊戲官網（日語）
- 《戀愛之心與魔法的語言》在視覺小說數據庫的頁面 （英文）